# Jack Bicknell
Jack Bicknell (* 20. Februar 1938) ist ein ehemaliger American-Football-Trainer, der unter anderem die Hamburg Sea Devils, eine in Deutschland basierte professionelle American-Football-Mannschaft der NFL Europe, trainiert hat.
Bicknell, aufgrund seiner Vorliebe für Countrymusik auch Cowboy Jack genannt, begann seine Karriere 1976 als Trainer an der University of Maine, wo er bis 1980 blieb. Anschließend ging er als Trainer zum benachbarten Boston College, an dem er bis 1990 tätig war und am 1. Januar 1985 mit Doug Flutie als QB den Cotton Bowl gewann.
1991 wechselte er in die von der NFL neu gegründete World League of American Football (WLAF, später NFL Europe) zu den Barcelona Dragons. Am letzten Spieltag gewannen die Dragons in London knapp gegen die bislang ungeschlagenen Monarchs, wodurch Barcelona ins Halbfinale einzog anstatt der noch stärker eingeschätzten Frankfurt Galaxy. Zwei Wochen später kam es im Finale um den ersten World Bowl erneut in Wembley quasi zum Rückspiel, das Barcelona diesmal mit 0:21 deutlich gegen die London Monarchs verlor.
Im Jahr 1997 gelang ihm dann mit den Dragons sein erster Titelgewinn durch einen Sieg gegen Rhein Fire. Nach der Saison 2003 gaben die Dragons auf, im Oktober 2003 wechselte er zu den Scottish Claymores. Als auch die Claymores Ende 2005 den Spielbetrieb einstellten und die Hamburg Sea Devils deren Platz einnahmen, wechselte Bicknell an die Alster. 2007 trat er mit 69 Jahren aus gesundheitlichen Gründen als Head Coach der Hamburg Sea Devils zurück.